# Ihr Privatsekretär (1940)
Ihr Privatsekretär ist ein deutscher Spielfilm aus dem Jahr 1940 in Schwarzweiß von Charles Klein. Die Hauptrollen sind mit  Gustav Fröhlich, Fita Benkhoff, Paul Henckels, Maria Andergast und Theo Lingen besetzt. Das Drehbuch verfassten H. W. Becker und  Hertha von Gebhardt. Es basiert auf dem 1936 veröffentlichten Roman „Haus Kiepergass und seine Gäste“ von Hannes Peter Stolp. Die Uraufführung fand am 22. Februar 1940 im Berliner UFA-Theater Tauentzienpalast statt.

## Handlung
Helene Kiepergass besitzt nicht nur eine Villa mit Park, sie hat auch eine Gesellschafterin, einen Diener, einen Privatsekretär und – seit ihr ganz unerwartet eine bedeutende Erbschaft zugefallen ist – zahlreiche Schrullen. Besonders stolz ist sie auf den Erwerb einer Perlenkette, die angeblich einer russischen Großfürstin gehört haben soll. Ständige Gäste im Haus sind auch der angebliche Dr. Kiesewetter, der ihren ihrer Meinung nach nervenkranken Gatten behandeln soll, und der angebliche Neffe Bert aus Mexiko. Dabei entgeht Helene völlig, dass sich diese zwei sehr seltsam verhalten und sich – wenn sie alleine sind – Theo und Paule nennen und dass sie nur eines im Kopf haben: die kostbare Perlenkette zu „erwerben“.
Nur gut, dass Madam einen tüchtigen Privatsekretär hat. Ihm gelingt es schließlich, nicht nur Ordnung in den Haushalt zu bringen und das Ganovenduo zu überführen, sondern auch seine Herrin in die Realität zurückzuführen, so dass sie wieder Wert von Unwert und Echt von Falsch unterscheiden kann. Die vornehmste und angenehmste Aufgabe des Privatsekretärs ist jedoch, das Herz der Gesellschafterin Mary zu gewinnen und sie glücklich zu machen.

## Produktion, Veröffentlichung
Laut Filmprogramm handelt es sich um einen „Lustspielfilm der Märkischen-Panorama-Schneider-Südost nach dem heiteren Roman Haus Kiepergass und seine Gäste von Hannes Peter Stolp und eine Produktion von F.D.F.“ Fabrikation deutscher Filme GmbH (Berlin). Für die Bauten waren Erich Grave und Fritz Lück verantwortlich. Die Standfotografie lag bei Eugen Klagemann. Die Dreharbeiten fanden ab Ende September 1939 im Tobis-Atelier in Berlin-Grunewald (Studioaufnahmen) sowie auf Schloss Dammsmühle (Außenaufnahmen) statt.
Im deutschen Fernsehen lief der Film erstmals am 10. Juli 1961 im Fernsehen der DDR im Programm DFF 1. Gezeigt wurde er im Jahr 1940 außerdem in Slowenien, Dänemark und Schweden und 1941 in Finnland und Ungarn sowie in Madrid und 1942 in Barcelona.

## Kritik
Das Lexikon des internationalen Films bezeichnet den Streifen lapidar als „belanglosen Kriminal- und Verwechslungsschwank“.

## Quelle
- Ihr Privatsekretär Programm zum Film: Das Programm von Heute, Zeitschrift für Film und Theater GmbH, Berlin SW 11, Dessauer Str. 7, Nr. 509